# Fairland (Indiana)
Fairland est une commune du comté de Shelby, situé dans l'Indiana, aux États-Unis. Sa population était de 315 habitants au recensement de 2010.